# 지방족 화합물

비고리형 지방족 화합물이면서 비방향족 화합물인 뷰테인의 구조

고리형 지방족 화합물이면서 비방향족 화합물인 사이클로뷰테인의 구조

지방족 화합물(脂肪族化合物, 영어: aliphatic compound)은 비고리형 또는 고리형의 비방향족성 탄소 화합물이다. 지방족(aliphatic)이라는 용어는 지방(fat)이나 기름(oil)을 의미하는 그리스어 "aleiphar"에서 유래하였다. 유기화학에서 탄화수소(탄소와 수소로만 구성된 화합물)는 방향족 화합물과 지방족 화합물의 두 가지 부류로 나누어진다. 지방족 화합물은 헥세인과 같이 포화되거나 헥센 및 헥사인과 같이 불포화될 수 있다. 선형 화합물이든 분지형 화합물이든 어떤 종류의 고리도 포함하지 않는 열린사슬 화합물은 항상 지방족 화합물이다. 고리형 화합물은 방향족 화합물이 아닌 경우 지방족 화합물일 수 있다.

## 구조
지방족 화합물은 포화되거나 단일 결합으로 연결(알케인)되거나 불포화되어 이중 결합(알켄)을 가지거나 삼중 결합(알카인)을 가질 수 있다. 수소 이외에 다른 원소가 탄소 사슬에 결합될 수 있으며, 가장 흔한 원소는 산소, 질소, 황, 염소이다.
가장 단순한 지방족 화합물은 메테인(CH4)이다.

## 특성
대부분의 지방족 화합물은 가연성이어서 분젠 버너의 메테인, 액화천연가스(LNG) 및 용접에서의 에타인(아세틸렌)과 같은 탄화수소를 연료로 사용할 수 있다.

## 지방족 화합물 및 비방향족 화합물의 예
가장 중요한 지방족 화합물들은 다음과 같다.
- n-알케인, 아이소-알케인, 사이클로알케인 (포화 탄화수소)
- n-알켄, 아이소-알켄, 사이클로알켄 및 n-알카인, 아이소-알카인, 사이클로알카인 (불포화 탄화수소)

저분자 지방족 화합물의 중요한 예는 아래의 표에서 확인할 수 있다(탄소 원자의 수에 따라 나열함).
| 화학식 | 물질명                 | 구조식 | 화학적 분류                  |
| ------ | ---------------------- | ------ | ---------------------------- |
| CH4    | 메테인                 |        | 알케인                       |
| C2H2   | 아세틸렌               |        | 알카인                       |
| C2H4   | 에틸렌                 |        | 알켄                         |
| C2H6   | 에테인                 |        | 알케인                       |
| C3H4   | 프로파인               |        | 알카인                       |
| C3H6   | 프로펜                 |        | 알켄                         |
| C3H8   | 프로페인               |        | 알케인                       |
| C4H6   | 1,2-뷰타다이엔         |        | 다이엔                       |
| C4H6   | 1-뷰타인               |        | 알카인                       |
| C4H8   | 1-뷰텐                 |        | 알켄                         |
| C4H10  | 뷰테인                 |        | 알케인                       |
| C6H10  | 사이클로헥센           |        | 사이클로알켄                 |
| C5H12  | n-펜테인               |        | 알케인                       |
| C7H14  | 사이클로헵테인         |        | 사이클로알케인               |
| C7H14  | 메틸사이클로헥세인     |        | 사이클로헥세인               |
| C8H8   | 큐베인                 |        | 옥테인                       |
| C9H20  | 노네인                 |        | 알케인                       |
| C10H12 | 다이사이클로펜타다이엔 |        | 다이엔, 사이클로알켄         |
| C10H16 | 펠란드렌               |        | 테르펜, 다이엔, 사이클로알켄 |
| C10H16 | α-테르피넨             |        | 테르펜, 다이엔, 사이클로알켄 |
| C10H16 | 리모넨                 |        | 테르펜, 다이엔, 사이클로알켄 |
| C11H24 | 운데케인               |        | 알케인                       |
| C30H50 | 스쿠알렌               |        | 테르펜, 폴리엔               |
| C2nH4n | 폴리에틸렌             |        | 알케인                       |

## 같이 보기
- 방향족 화합물
- 포화 화합물
- 불포화 화합물
- 열린사슬 화합물
- 고리형 화합물